# 복수중학교
복수중학교(福壽中學校)는 대한민국 충청남도 금산군 복수면 수영리에 있는 공립 중학교이다.

## 학교 연혁
- 1971년 1월 16일 : 남녀 공학 6학급 설립인가
- 1971년 1월 28일 : 초대 최승기 교장 취임
- 1971년 3월 6일 : 개교 및 입학식
- 1998년 6월 2일 : 학칙 변경인가 (남녀 공학 3학급)
- 2022년 3월 1일 : 제 21대 이호남 교장 부임
- 2024년 1월 9일 : 제51회 졸업식(10명, 총 인원 3,183명)
- 2024년 3월 4일 : 제54회 입학(5명)

## 참고 자료
- 복수중학교 - 한국교육학술정보원 학교알리미